# Hispania Tarraconensis

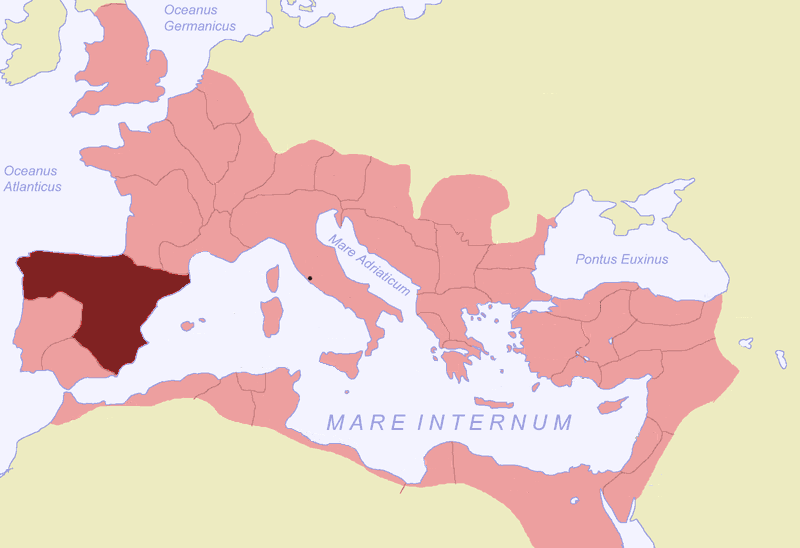
Lage der Provinz im Römischen Reich

Hispania citerior (in orange) und Hispania ulterior (graugrün) um das Jahr 197 v. Chr.

Karte der Tarraconensis sowie die Provinzen Lusitania und Baetica

Hispania Tarraconensis, später meist einfach Tarraconensis, war eine römische Provinz im heutigen Spanien und Portugal. Sie umfasste den Norden und den Osten Spaniens und Nordportugal bis zum Douro. Südspanien, das heutige Andalusien, war die Provinz Baetica. Zentral- und Südportugal mit den östlich angrenzenden spanischen Regionen einschließlich Mérida, Talavera de la Reina und Salamanca, aber ohne Toledo, bildeten die Provinz Lusitania.

## Geschichte
Zur Zeit der Römischen Republik waren die von ihr beherrschten Gebiete der Iberischen Halbinsel in zwei Provinzen aufgeteilt, die
- Hispania citerior (Norden und Osten) und die
- Hispania ulterior (Süden und Westen).

An der Mittelmeerküste war die Grenze südwestlich von Carthago Nova (heute Cartagena) und verlief von dort in Richtung Westnordwest. Durch die Provinzreform unter Kaiser Augustus wurde die Hispania ulterior kurz vor der Zeitenwende in zwei Teile aufgeteilt, Baetica und Lusitania, während die Hispania citerior zunächst unverändert blieb. Sie wurde ebenso wie die Lusitania kaiserliche Provinz, während die Baetica zu den senatorischen Provinzen gehörte. In einem späteren Schritt hat Kaiser Augustus eine Grenzverschiebung vorgenommen, wobei die Hispania citerior auf Kosten der Baetica noch etwas vergrößert wurde; seither lag die Grenze an der Küste in der Nähe der heutigen Stadt Almería und verlief von dort in Nordwestrichtung. Da der Sitz des Statthalters der Hispania citerior die Stadt Tarraco war, das heutige Tarragona in Katalonien, begann man bald, diese Provinz Hispania Tarraconensis zu nennen. Die offizielle Bezeichnung in der Titulatur der Statthalter war aber weiterhin Hispania citerior. Der Statthalter war ein kaiserlicher Legat konsularischen Ranges.
Die Provinz war in sieben Gerichtsbezirke eingeteilt:
- Tarraco,
- Carthago Nova (Cartagena),
- Caesaraugusta (Saragossa),
- Clunia (Coruña del Conde),
- Lucus Augusti (Lugo),
- Asturica Augusta (Astorga) und
- Bracara Augusta (Braga).

60–68 war der spätere Kaiser Galba Statthalter der Tarraconensis; er rebellierte im Jahre 68 gegen Kaiser Nero und wurde dann dessen Nachfolger. Kaiser Caracalla (211–217) trennte von der Hispania citerior oder Tarraconensis eine neue Provinz, die Hispania nova citerior Antoniniana, ab, die sich im Nordwesten der Halbinsel nördlich des Duero befand. Ihre Existenz ist nur aus Inschriften erschlossen und ihre Ausdehnung ist nicht genau bekannt, denn sie wurde bereits spätestens in den dreißiger Jahren des 3. Jahrhunderts wieder mit der Tarraconensis vereinigt.
Im Zeitraum 283–289 vermehrte Kaiser Diokletian bei seiner Regionalreform die Anzahl der Provinzen. Das frühere Gebiet der Hispania citerior zerfiel in der Spätantike nun in drei Provinzen, die Gallaecia (Galicien), die Carthaginiensis mit der Hauptstadt Carthago Nova und die Tarraconensis mit der Hauptstadt Tarraco (Tarragona). Diese neue Tarraconensis umfasste nur noch den Nordosten der früheren Hispania citerior. Ob sie im Westen bis Villaviciosa und bis zum Oberlauf des Esla reichte oder ob Kantabrien zur Gallaecia gehörte, ist unklar. Die Grenze zur Carthaginiensis verlief nördlich von Segobriga, Segontia (Sigüenza), Uxama (Osma) und Clunia (Coruña del Conde).
Im 5. Jahrhundert wurde die Tarraconensis wiederholt durch Barbareneinfälle und Bagaudenaufstände in Mitleidenschaft gezogen, wobei sich zuletzt die Westgoten als neue Herren durchsetzten, die sich aber längere Zeit noch römischer Oberhoheit unterwarfen. Der letzte Kaiser, der die Provinz an der Spitze eines Heeres betrat, war 461 Majorian; der letzte Kaiser, der in der Tarraconensis zumindest inschriftlich anerkannt wurde, war um 470 Anthemius. Dann nahmen die (West-)Goten das später als Gotholunia, Gathalánia und Catalonia (Katalonien) bezeichnete Gebiet ein und begründeten das Westgotenreich.